# La Boulaye
La Boulaye – miejscowość i gmina we Francji, w regionie Burgundia-Franche-Comté, w departamencie Saona i Loara.
Według danych na rok 1990 gminę zamieszkiwało 148 osób, a gęstość zaludnienia wynosiła 11 osób/km² (wśród 2044 gmin Burgundii La Boulaye plasuje się na 763. miejscu pod względem liczby ludności, natomiast pod względem powierzchni na miejscu 722.).